# Lampranthus perreptans
Lampranthus perreptans är en isörtsväxtart som beskrevs av L. Bol. Lampranthus perreptans ingår i släktet Lampranthus och familjen isörtsväxter. Inga underarter finns listade i Catalogue of Life.